# Juri Michailowitsch Steklow

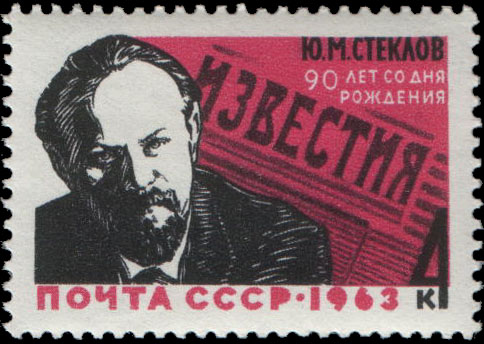
J. M. Steklow

Juri Michailowitsch Steklow (russisch Юрий Михайлович Стеклов; * 15. Augustjul. / 27. August 1873greg. in Odessa; † 15. September 1941) war ein russischer und sowjetischer Revolutionär, Journalist und Historiker.

## Leben
Steklow, seit 1893 Sozialdemokrat und Mitglied der SDAPR, wurde 1903 nach deren Spaltung Teil der Fraktion der Bolschewiki. Er wurde verhaftet und auf 10 Jahre nach Sibirien verbannt, flüchtete 1899 ins Ausland, wirkte vor dem Ersten Weltkrieg als Schriftsteller in Deutschland. 1917 kehrte er nach Russland zurück und wurde Mitglied des Petersburger Arbeiterrates, der KPR(B) und für mehrere Jahre Chefredakteur der neu gegründeten Zeitung Iswestija. Steklow schrieb Biografen von Bakunin, Nikolai Gawrilowitsch Tschernyschewski (1909/1928) und Herzen sowie Kommentare zu Marx und Lenin. Im Zuge der Stalinschen Säuberungen wurde er im Februar 1938 verhaftet, 1941 starb er im Gefängnis.